# Park Narodowy Mu Ko Chang
Park Narodowy Mu Ko Chang (taj. อุทยานแห่งชาติหมู่เกาะช้าง) – tajski morski park narodowy obejmujący około 60 wysp oraz ok. 16 km² rafy koralowej. Położony w prowincji Trat, na wschodzie kraju, przy granicy z Kambodżą. 
Park utworzono w 1982 jako 45. park narodowy w Tajlandii. Obejmuje obszar 650 km², w tym 458 km² wód Zatoki Tajlandzkiej.
Sklasyfikowany przez IUCN jako obszar chroniony z rafami koralowymi kategorii II. Od 2002 stanowi specjalną strefę administracyjną.
Zagrożeniem dla flory i fauny jest szybki rozwój turystyki krajowej i zagranicznej. W latach 2003–2007 liczba krajowych turystów wzrosła ponad trzykrotnie (z 210 tys. do 700 tys. rocznie), a zagranicznych prawie 10-krotnie (z 36 tys. do 300 tys. rocznie).